# Diocesi di Gaoua
La diocesi di Gaoua (in latino: Dioecesis Gauana) è una sede della Chiesa cattolica in Burkina Faso suffraganea dell'arcidiocesi di Bobo-Dioulasso. Nel 2021 contava 28.181 battezzati su 501.900 abitanti. È retta dal vescovo Modeste Kambou.

## Territorio
La diocesi comprende le estreme province meridionali del Burkina Faso, ossia Noumbiel e Poni.
Sede vescovile è la città di Gaoua, dove si trova la cattedrale del Sacro Cuore.
Il territorio è suddiviso in 8 parrocchie.

## Storia
La diocesi è stata eretta il 30 novembre 2011 con la bolla Cum petitum di papa Benedetto XVI, ricavandone il territorio dalla diocesi di Diébougou.

## Cronotassi dei vescovi
Si omettono i periodi di sede vacante non superiori ai 2 anni o non storicamente accertati.
- Modeste Kambou, dal 30 novembre 2011

## Statistiche
La diocesi nel 2021 su una popolazione di 501.900 persone contava 28.181 battezzati, corrispondenti al 5,6% del totale.
| anno | popolazione | popolazione | popolazione | presbiteri | presbiteri | presbiteri | presbiteri                | diaconi | religiosi | religiosi | parrocchie |
| anno | battezzati  | totale      | %           | numero     | secolari   | regolari   | battezzati per presbitero | diaconi | uomini    | donne     | parrocchie |
| ---- | ----------- | ----------- | ----------- | ---------- | ---------- | ---------- | ------------------------- | ------- | --------- | --------- | ---------- |
| 2011 | 19.074      | 260.550     | 7,3         | 14         | 14         |            | 1.362                     |         |           | 24        | 6          |
| 2012 | 19.074      | 260.550     | 7,3         | 14         | 14         |            | 1.362                     |         |           | 24        | 6          |
| 2013 | 16.465      | 386.632     | 4,3         | 10         | 10         |            | 1.646                     |         |           | 23        | 7          |
| 2016 | 23.437      | 487.028     | 4,8         | 12         | 12         |            | 1.953                     |         |           | 26        | 7          |
| 2019 | 26.367      | 455.035     | 5,8         | 23         | 23         |            | 1.146                     |         |           | 31        | 7          |
| 2021 | 28.181      | 501.900     | 5,6         | 17         | 17         |            | 1.657                     |         |           | 31        | 8          |